# Graham Avenue (metrostation)
Graham Avenue is een station van de metro van New York aan de Canarsie Line in het stadsdeel Brooklyn.

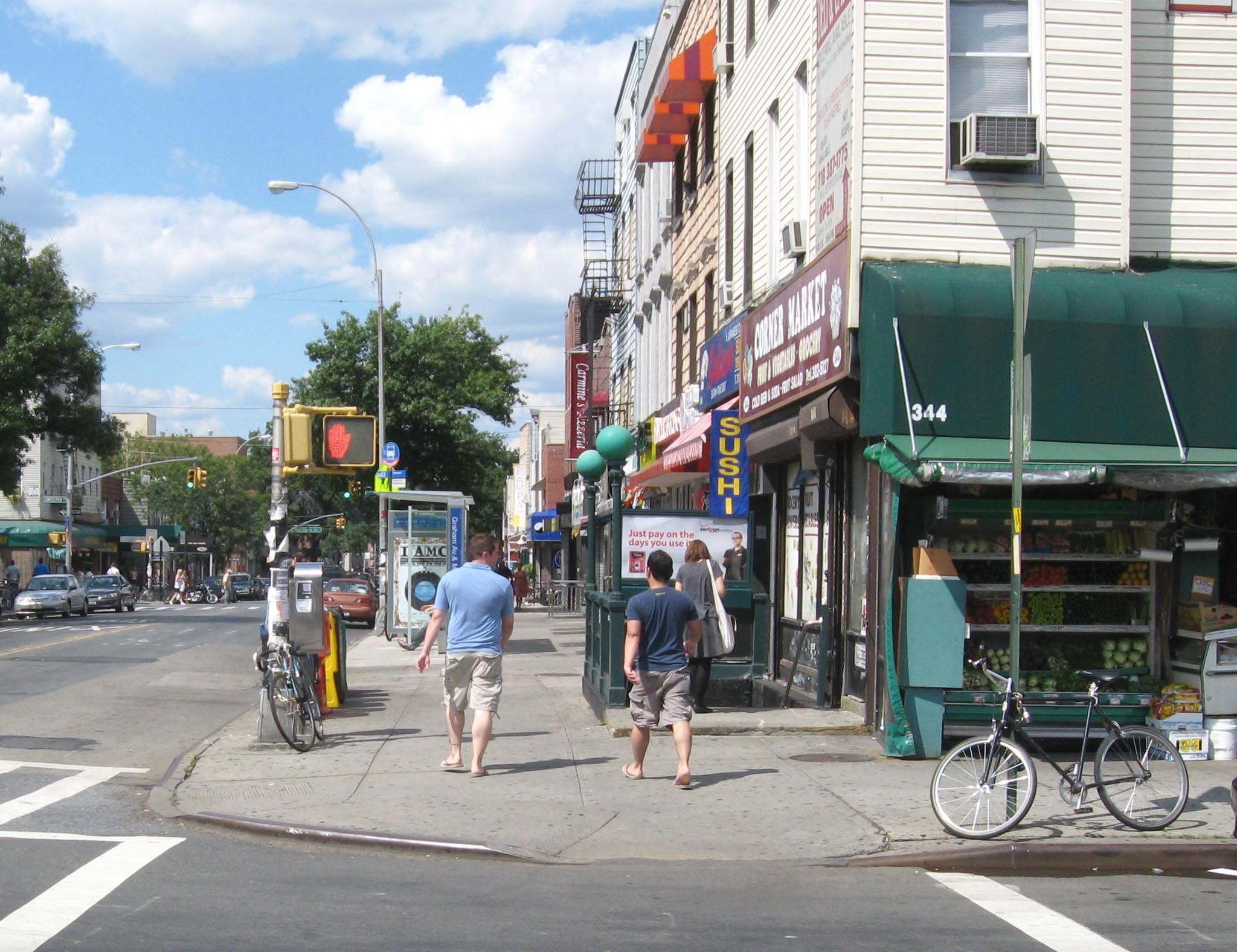
Toegang tot Graham Avenue (Westbound)